# أبيل آدامز
أبيل آدامز (بالفنلندية: Abel Adams)‏ هو منتج أفلام فنلندي، ولد في 14 مارس 1879 في Karttula ‏ في فنلندا، وتوفي في 14 يوليو 1938 في هلسنكي في فنلندا.

## وصلات خارجية
- أبيل آدامز على موقع IMDb (الإنجليزية)
- أبيل آدامز على موقع قاعدة بيانات الفيلم (الإنجليزية)